# Vladimír Dzurilla
Vladimír Dzurilla (Bratislava, 2 agosto 1942 – Düsseldorf, 25 luglio 1995) è stato un hockeista su ghiaccio cecoslovacco, dal 1993 slovacco.

## Palmarès

### Olimpiadi invernali
- 3 medaglie[1]:
  - 1 argento (Grenoble 1968)
  - 2 bronzi (Innsbruck 1964; Sapporo 1972)